# 심기보
심기보(沈起輔, 1961년 6월 15일 ~ )은 대한민국 충청북도의회 의원이다.

## 학력
- 교현초등학교 졸업
- 미덕중학교 졸업
- 충주고등학교 졸업
- 건국대학교 법학 학사

## 경력
- 2010년 7월 1일 ~ 2014년 6월 30일: 제9대 충청북도의회 의원
  - 2010.07 ~ 2012.06: 제9대 충청북도의회 전반기 정책복지위원회 위원장
  - 2012.07 ~ 2014.06: 제9대 충청북도의회 후반기 의회운영위원회 위원
  - 2012.07 ~ 2014.06: 제9대 충청북도의회 후반기 행정문화위원회 부위원장
- 2018년 7월 1일 ~ 2022년 6월 30일: 제11대 충청북도의회 의원
  - 2018.07 ~ 2020.06: 제11대 충청북도의회 전반기 부의장
  - 2018.07 ~ 2020.06: 제11대 충청북도의회 전반기 정책복지위원회 위원

## 역대 선거 결과
|  | 19.15% |

|  | 40.79% |

|  | 39.22% |

|  | 59.65% |

|  | 40.85% |